# Еумір Марсіаль
Еумір Фелікс Де Лос Сантос Марсіаль (англ. Eumir Felix De Los Santos Marcial; 29 жовтня 1995, Замбоанга, Півострів Замбоанга) — філіппінський боксер середньої ваги, призер Олімпійських ігор 2020, чемпіонатів Азії та Азійських ігор серед аматорів.

## Аматорська кар'єра
Боксом Еумір Марсіаль почав займатися з тринадцяти років. 2011 року виграв золоту медаль на чемпіонаті світу серед юніорів. На чемпіонаті світу серед молоді 2012 року здобув дві перемоги і програв в 1/8 фіналу.
2015 року переміг на Іграх Південно-Східної Азії та завоював срібну медаль на чемпіонаті Азії, програвши у фіналі Даніяру Єлеусінову (Казахстан). На чемпіонаті світу 2015 Марсіаль знов програв Єлеусінову у чвертьфіналі.
Еумір Марсіаль не зумів кваліфікуватися на Олімпійські ігри 2016.
На чемпіонаті Азії 2017 програв у чвертьфіналі Ісроїлу Мадримову (Узбекистан). Того ж року переміг на Іграх Південно-Східної Азії.
На Азійських іграх 2018 знов програв Ісроїлу Мадримову у півфіналі і отримав бронзову медаль.
На чемпіонаті світу 2019 Марсіаль завоював срібну медаль, лише у фіналі програвши Глібу Бакши. Того ж року втретє переміг на Іграх Південно-Східної Азії.
На чемпіонаті Азії 2019 програв у півфіналі Саїджамшиту Жафарову (Узбекистан).
2021 року вчетверте переміг на Іграх Південно-Східної Азії. На Олімпійських іграх 2020, які пройшли в Токіо у липні—серпні 2021 року, здобув бронзову олімпійську медаль.
- В 1/8 фіналу переміг Юнеса Немучі (Алжир) — RSC–I
- У чвертьфіналі переміг Армана Дарчиняна (Вірменія) — KO
- В півфіналі програв Олександру Хижняку (Україна) — 2-3

На Азійських іграх 2022, що через пандемію коронавірусної хвороби пройшли 2023 року, здобув три перемоги, програв у фіналі Тохтарбеку Танатхану (Китай) і став срібним призером.
На Олімпійських іграх 2024 програв в першому бою Турабеку Хабібулаєву (Узбекистан).

## Професіональна кар'єра
16 грудня 2020 Еумір Марсіаль переможно дебютував на професійному рингу.